# Guido Jalil
Guido Jalil Trejo (Borbón, Cantón Eloy Alfaro, Provincia de Esmeraldas, Ecuador, 1937-21 de enero de 2021) fue un escritor y empresario ecuatoriano.

## Biografía
Nació en 1937 en la parroquia Borbón, provincia de Esmeraldas. Inició su carrera como columnista y tipógrafo del diario El Cosmopolita, propiedad de su padre.
Su primer libro fue la colección de cuentos Picrato de Butazín, publicada en 1981. Sin embargo, la obra que le permitió darse a conocer en los círculos literarios fue la novela El triestino James-Joyce Francescoli, con la que ganó a finales de 1991 la segunda edición de la Bienal de Novela Ecuatoriana y que ha sido traducida al inglés e italiano.
Durante más de veinte años fue miembro de la Casa de la Cultura Ecuatoriana. Entre otros reconocimientos que recibió está la condecoración Vicente Rocafuerte de la Asamblea Nacional del Ecuador. En el 2020 fue postulado para el Premio Eugenio Espejo.
Guido Jalil falleció el 21 de enero de 2021.

## Obras
Novelas
- El triestino James-Joyce Francescoli (1992)
- Por siempre jamás (1995)
- Usureros, diantres y endriagos (2000)
- Imperio del infierno (2004)[5]
- Ramos de adelfas para el bled (2007)[6]
- Johansson y la historia quemada de Borbón (2010)[7]
- Contigo en la distancia (2011)[8]

Cuentos
- Picrato de Butazín (1981)
- Basura radiactiva, desechos tóxicos y dos historias de amor (1997)